# Aeglocryptus achrysus
Aeglocryptus achrysus är en stekelart som först beskrevs av Porter 1967.  Aeglocryptus achrysus ingår i släktet Aeglocryptus och familjen brokparasitsteklar. Inga underarter finns listade i Catalogue of Life.